# Helmi Loussaief
 (décembre 2017).
Si vous disposez d'ouvrages ou d'articles de référence ou si vous connaissez des sites web de qualité traitant du thème abordé ici, merci de compléter l'article en donnant les références utiles à sa vérifiabilité et en les liant à la section « Notes et références ».
Helmi Loussaief, né le 12 février 1986 à Évry, est un footballeur franco-tunisien évoluant au poste de milieu de terrain. Il mesure 1,77 m pour 75 kg.

## Biographie

### Formation
Comme certains footballeurs évoluant en France, tels que Hatem Ben Arfa, Abou Diaby, Sébastien Bassong, Ricardo Faty, Quentin Westberg, Helmi Loussaief fait partie de la génération 1986 repérée dans le documentaire de Bruno Sevaistre, intitulé À la Clairefontaine, et qui est intégrée dans l'institut de préformation de l'INF Clairefontaine entre 1999 et 2002. Ainsi, aux côtés de jeunes apprentis footballeurs, ce documentaire voit évoluer Loussaief et ses camarades à travers une série de seize épisodes consacrés à leurs parcours sportifs, leurs rêves, leurs progrès mais aussi leurs inquiétudes, leurs désillusions ou leurs espoirs lorsqu'ils intègrent un centre de formation à la fin de leur troisième année à l'INF. Loussaief voit le début de sa première année de préformation gâchée par un accident de scooter en compagnie de son ami Ricardo Faty mais tous deux finissent par s'en sortir, se rétablissent et reprennent le chemin de l'INF où Loussaief s'affirme peu à peu comme l'un des piliers de cette promotion aux yeux de Claude Dusseau, alors directeur de l'INF.
Toutefois, durant les deux années qui suivent, les blessures s'enchaînent et le jeune joueur connaît des problèmes de croissance. Au fil des mois, c'est surtout son moral qui s'avère le plus touché, comme le souligne à plusieurs reprises le documentaire de Bruno Sevaistre. Dusseau, se montrant très critique envers ses joueurs, est le premier témoin de cette fragilité morale et n'hésite pas à le rappeler à l'ordre lorsque le joueur s'écarte de ses objectifs. Toutefois, il choisit de le garder jusqu'à la fin de sa troisième année à l'INF, contrairement à d'autres joueurs. Outre ses performances sportives, Loussaief montre de véritables qualités de meneur d'hommes et prend souvent la parole, notamment lorsqu'il s'agit de motiver ses coéquipiers ou de défendre un camarade afin d'éviter son expulsion de l'institut. Sa foi dans l'islam est l'un des éléments importants dans sa vie qui lui permet de positiver dans un milieu soumis à une forte pression.

### Monaco
Alors qu'il se trouve encore à l'INF, Loussaief signe un contrat de quatre ans avec le club de l'AS Monaco au grand désespoir de Dusseau qui ne cesse de mettre en garde les parents des joueurs sur les effets néfastes d'une signature trop précoce.
Or, Loussaief signe justement ce contrat pour se libérer d'un poids trop pesant sur ses épaules. Au bout de sa troisième année de préformation, il rejoint ainsi le centre de formation du club monégasque au côté d'un autre pensionnaire de l'INF, Nadim Saïd. Ce n'est qu'en 2004 qu'il fait ses débuts dans le monde professionnel qui restent toutefois éphémères, bien qu'il soit souvent sélectionné en équipe nationale tunisienne. Il participe entre autres au festival international espoir de Toulon où il montre ses qualités, notamment contre la Corée du Sud. Toutefois, ennuyé par un manque d'expérience en tant que titulaire, il décide de quitter son club formateur pour tenter une nouvelle aventure dans son pays d'origine avec le Club africain.

### Club africain
En 2006, Loussaief est prêté au Club africain où il garde l'espoir de pouvoir acquérir plus de temps de jeu en gagnant la confiance de l'entraîneur Bertrand Marchand. Arrivé à une période où la politique du club consiste à recruter un certain nombre de jeunes joueurs tels que Fouad Bouguerra, Mohamed Ali Ghariani ou Zouhaier Dhaouadi, les débuts de Loussaief sont assez prometteurs même si son poste de prédilection, celui de milieu offensif, est soumis à une forte concurrence. Dès lors, le footballeur franco-tunisien apparaît plus sur le banc de touche que sur le terrain. Ses apparitions en tant que titulaire devenant de plus en plus rares, il est amené à faire des remplacements, souvent dans le dernier quart d'heure d'un match. La saison 2007 n'est guère meilleure pour Loussaief : son temps de jeu est très faible et le joueur s'impatiente de ne pouvoir démontrer ses véritables qualités. Dès lors, plusieurs propositions de clubs, notamment de l'étranger, s'offrent à lui durant le mercato d'hiver. Cependant, il ne trouve pas d'arrangement avec le Club africain et finit par se laisser convaincre par une proposition de prêt de six mois à l'Union sportive monastirienne (USM). Débute alors pour ce joueur âgé à peine de 22 ans une tout autre aventure.

### Monastir
Au mercato d'hiver 2008, plusieurs titulaires de l'USM sont blessés. De plus, le club connaît un passage à vide dû à une série de défaites, les dirigeants profitant alors de la trêve hivernale pour engager de nouveaux joueurs. En effet, outre Helmi Loussaief, Mohamed Abed, Naïm Berrbat et Aymen Mnafeg viennent eux aussi renforcer l'équipe. L'arrivée de ces joueurs permet au club de renouer avec la victoire et ce, malgré l'absence de plusieurs cadres de l'équipe. L'USM qui entend ainsi retrouver un second souffle permet enfin à Loussaief de gagner une place de titulaire. Mais, en janvier 2008, le joueur est contraint une nouvelle fois de s'éloigner des terrains en raison d'une blessure au genou : il souffre en effet d'une entorse avec atteinte du ligament latéral interne. Son absence reste toutefois de courte durée et il retrouve rapidement sa place au sein de l'effectif monastirien. Toujours prêté à l'USM, Helmi se dit satisfait du rendement de l'équipe et de l'engouement des supporters. Il envisage alors la prolongation de son contrat dans le cas où le Club africain décide de le libérer.

### PKNS FC
Après un passage en série C italienne, il évolue à partir de 2012 et le début du championnat malais au PKNS FC (en). Selon les règles de la fédération de Malaisie de football, il signe un contrat d'un an mais ne peut faire ses débuts qu'à la moitié du championnat. Durant les quatre premiers mois, il est donc prêté en Tunisie, son pays d'origine. Repositionné en meneur de jeu, le Franco-Tunisien évolue notamment aux côtés de Michaël Niçoise.